# Leonardo Spinazzola
Leonardo Spinazzola (Foligno, 1993. március 25. –) olasz válogatott labdarúgó, a Napoli balhátvéde.

## Pályafutása

### Klubcsapatokban
Spinazzola Folignóban született, pályafutását a Virtus Foligno és a Siena korosztályos csapataiban kezdte. 2010-ben került a Juventushoz, ahol eleinte a Primavera-csapatban lépett pályára. 2012. július 5-én az Empoli csapatának adták kölcsön. Szeptember 1-jén, a Novara elleni 2–2-es döntetlennel végződő másodosztályú bajnokin lépett először pályára a felnőttek között. Hét bajnokin szerepelt a csapatban, majd 2013 januárjában a Virtus Lancianóhoz adták kölcsön.
Mindössze három alkalommal szerepelt a klub színeiben, 2013 augusztusában a Sienához került kölcsönbe a következő idény végéig. 24 másodosztályú bajnokin egyszer volt eredményes, majd a Siena csődje után visszakerült a Juventushoz, amely ekkor megvásárolta játékjogának maradék 
50%-át.
2014. augusztus 11-én Spinazzola az élvonalbeli Atalantában folytatta pályafutását, ugyancsak kölcsönben. Augusztus 31-én, a Verona elleni bajnokin mutatkozott be az olasz első osztályban. Kölcsönben megfordult még a Vicenza és a Perugia csapataiban is, majd 2016 nyarán visszatért az Atalantához, ahol ezt követően két szezont töltött és ahol alapemberként számítottak rá. Összese 48 bajnokin kapott lehetőséget.
2018 nyarán visszatért a Juventushoz, ahol 2019. január 12-én debütált a torinóiak első csapatában a Bologna elleni Olasz Kupa mérkőzésen. Március 12-én a Bajnokok Ligájában is pályára léphetett a nyolcaddöntő visszavágóján a spanyol Atlético de Madrid elleni 3–0-s győztes mérkőzésen.
2024. július 10-én a Napoli szerződtette.

### A válogatottban
2017. március 28-án, a hollandok ellen 2–1-re megnyert felkészülési mérkőzésen mutatkozott be az olasz válogatottban.

## Statisztika

### Klubcsapatokban
2021. április 29-én frissítve.
| Klub            | Bajnokság      | Szezon         | Bajnoki mérkőzés | Bajnoki mérkőzés | Országos kupa | Országos kupa | Nemzetközi kupa | Nemzetközi kupa | Egyéb         | Egyéb | Összesen      | Összesen |
| Klub            | Bajnokság      | Szezon         | Pályára lépés    | Gól              | Pályára lépés | Gól           | Pályára lépés   | Gól             | Pályára lépés | Gól   | Pályára lépés | Gól      |
| --------------- | -------------- | -------------- | ---------------- | ---------------- | ------------- | ------------- | --------------- | --------------- | ------------- | ----- | ------------- | -------- |
| Empoli          | Serie B        | 2012–13        | 7                | 1                | 1             | 0             | –               | –               | –             | –     | 8             | 1        |
| Virtus Lanciano | Serie B        | 2012–13        | 3                | 0                | 0             | 0             | –               | –               | –             | –     | 3             | 0        |
| Siena           | Serie B        | 2013–14        | 24               | 1                | 2             | 0             | –               | –               | –             | –     | 26            | 1        |
| Atalanta        | Serie A        | 2014–15        | 2                | 0                | 3             | 1             | –               | –               | –             | –     | 5             | 1        |
| Vicenza         | Serie B        | 2014–15        | 10               | 0                | 0             | 0             | –               | –               | –             | –     | 10            | 0        |
| Perugia         | Serie B        | 2015–16        | 34               | 0                | 2             | 0             | –               | –               | –             | –     | 36            | 0        |
| Atalanta        | Serie A        | 2016–17        | 30               | 0                | 2             | 0             | –               | –               | –             | –     | 32            | 0        |
| Atalanta        | Serie A        | 2017–18        | 18               | 0                | 1             | 0             | 6               | 0               | –             | –     | 25            | 0        |
| Atalanta        | Összesen       | Összesen       | 48               | 0                | 3             | 0             | 6               | 0               | –\|           | –\|   | 57            | 0        |
| Juventus        | Serie A        | 2018–19        | 10               | 0                | 1             | 0             | 1               | 0               | 0             | 0     | 12            | 0        |
| Roma            | Serie A        | 2019–20        | 24               | 1                | 0             | 0             | 8               | 1               | ―             | ―     | 32            | 2        |
| Roma            | Serie A        | 2020–21        | 27               | 2                | 1             | 0             | 11              | 0               | ―             | ―     | 39            | 2        |
| Roma            | Összesen       | Összesen       | 51               | 3                | 1             | 0             | 19              | 1               | –\|           | –\|   | 71            | 4        |
| Karrier összes  | Karrier összes | Karrier összes | 189              | 5                | 13            | 1             | 26              | 1               | 0             | 0     | 228           | 7        |

### A válogatottban
2021. július 2-án frissítve.
| Válogatott  | Év       | Pályára lépés | Gól |
| ----------- | -------- | ------------- | --- |
| Olaszország |          |               |     |
| 2017        | 5        | 0             |     |
| 2018        | 0        | 0             |     |
| 2019        | 3        | 0             |     |
| 2020        | 2        | 0             |     |
| 2021        | 8        | 0             |     |
| Összesen    | Összesen | 18            | 0   |

## Sikerei, díjai
Juventus
- Torneo di Viareggio: 2012[17]

- Olasz Szuperkupa-győztes: 2018[15]

Egyéni elismerés
- Torneo di Viareggio, a torna legjobb játékosa: 2012[17]